# Philodromus lutulentus
Philodromus lutulentus är en spindelart som beskrevs av Willis J. Gertsch 1934. Philodromus lutulentus ingår i släktet Philodromus och familjen snabblöparspindlar. Inga underarter finns listade i Catalogue of Life.